# أسامة العبد (أكاديمي)
أسامة محمد محمد حسن العبد وشهرته الدكتور أسامة العبد من مواليد مدينة كفر سعد البلد في محافظة دمياط عام 1949 وهو رئيس جامعة الأزهر الأسبق وأمين عام رابطة الجامعات الإسلامية ، عضو مجلس النواب فردي مستقل عن محافظة دمياط، ورئيس مجموعة الصداقة البرلمانية الأذربيجانية.

## المؤهلات العلمية[9]
في عام 1975، حصل أسامة العبد على درجة الليسانس في الشريعة والقانون من من كلية الشريعة والقانون جامعة الأزهر بالقاهرة بتقدير عام امتياز، ثم حصل على درجة الماجستير في الفقه المقارن (عام 1981) والدكتوراة في الفقه المقارن (عام 1985) بتقدير امتياز مع مرتبة الشرف.

## التدرج الأكاديمي
تدرَّج أسامة العبد من مُدرس للفقه بـ كلية الشريعة والقانون بالقاهرة إلى أن عمل أستاذاً للفقه الإسلامى في جامعتي الأزهر والمنصورة حتى عام 1988م.

## العمل الجامعي
عُين أسامة العبد وكيلاً لكلية الشريعة والقانون بالقاهرة، ثم نائباً لرئيس جامعة الأزهر للدراسات العليا والبحوث (عام 2010)، ثم رئيسا لجامعة الأزهر بقرار من المشير حسين طنطاوي (6 مارس 2011 - 31 يوليو 2014)
يُذكر أن أسامة العبد عمل بعد تخرجه من الجامعة وكيلا لـ النائب العام حتى عام 1985م، كما أنه محام بـ النقض والإدارية العليا منذ التسعينات وحتى الآن.

## الفقه الإسلامي
لأسامة العبد ما يزيد على ثلاثين مؤلفاً في الفقه الإسلامي؛ ومن مؤلفاته: «شرح أحكام بعض المعاملات في الفقه الإسلامى»، «التسعير ومدى تدخل الدولة في تطبيقه»، «التيسير في الفقه الإسلامى»، «أحكام الخلع الفقهية»، و «التعسف في استعمال الحق بين الشريعة والقانون المصري»، و «حقوق الأبناء في الإسلام»، و «المبادئ الأساسية للفقه الإسلامي».
كما شارك أسامة العبد في العديد من المؤتمرات العلمية والإسلامية في مصر والخارج، وأشرف على العديد من رسائل الماجستير والدكتوراة بـ جامعة الأزهر وبعض الجامعات العربية.

## المناصب البرلمانية
ظل أسامة العبد رئيساً لهيئة مكتب اللجنة الدينية والأوقاف بـ مجلس النواب للفصل التشريعي البرلماني (2016 - 2021).
حل أسامة العبد ضيفاً على العديد من البرامج واللقاءات التليفزيونية منها على سبيل المثال: على قناة صدى البلد ، على قناة العربية ، على قناة الحياة ، على قناة اكسترا نيوز وغيرها لمناقشة عدة قضايا محلية وعربية وعالمية.